# 多久聖廟
多久聖廟（たくせいびょう）は、佐賀県多久市に設けられた孔子廟。1708年（宝永5年）竣工。

## 概要

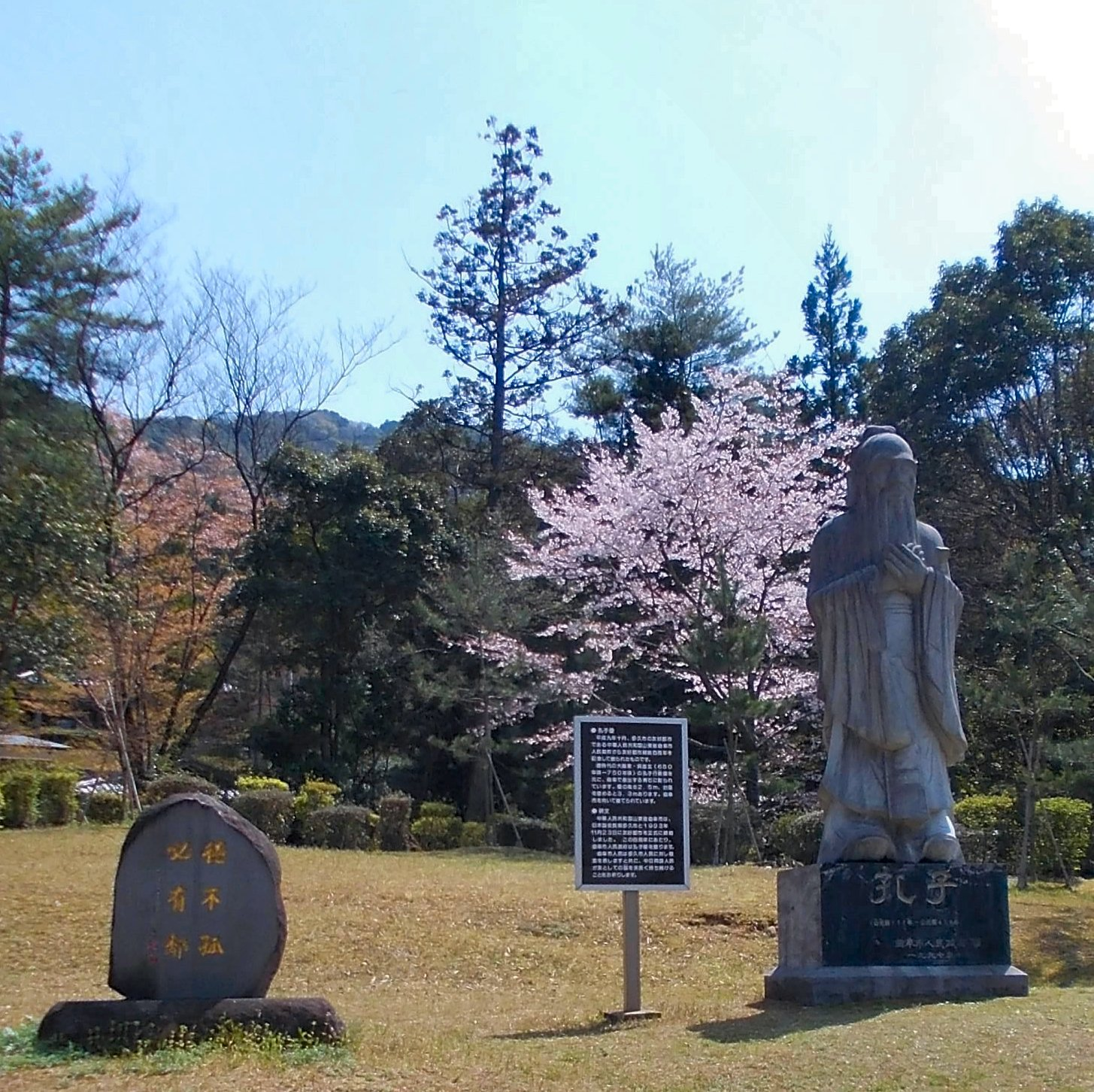
孔子像

肥前多久邑主の多久茂文が教育振興を目的として建立を発願し、1699年（元禄12年）に学問所（後の東原庠舎）を建設した上でその講堂に孔子像を安置、さらに1708年（宝永5年）に椎原山の麓に拝殿が完成。落成後は恭安殿とよばれ、現在の聖廟がこれにあたる。1907年（明治40年）の改修工事で瓦葺きから銅板葺きになった。1921年（大正10年）3月3日、敷地を含め国の史跡に指定された。建物は1933年（昭和8年）1月23日、当時の国宝保存法に基づき国宝（いわゆる旧国宝）に指定され、1950年（昭和25年）8月29日、文化財保護法施行に伴い国の重要文化財となった。

## 所在地
- 佐賀県多久市多久町1642番地